# АЕС Бюже
АЕС Бюже (фр. Centrale nucléaire du Bugey) — діюча атомна електростанція на південному сході Франції в регіоні Овернь — Рона — Альпи. 
АЕС розташована березі річки Рона на території комуни Сен-Вюльба в департаменті Ен в 46 км на схід від Ліона.
На станції є 4 діючі енергоблоки з реакторами з водою під тиском (PWR) моделі СР0 (два енергоблоки потужністю по 945 МВт запущені в 1978 році, два інших блоки з потужністю по 917 МВт запущені в 1979 році). Також є один зупинений блок з газоохолоджувальним реактором UNGG (зупинено в 1994 році).
На енергоблоках №2 та №3 використовується прямоточне охолодження водою річки Рона, на енергоблоках №4 і №5 для охолодження застосовуються градирні.

## Інформація по енергоблоках
| Енергоблок | Тип реакторів | Потужність | Потужність | Початок будівництва | Физпуск    | Підключення до мережі | Введення в експлуатацію | Закриття   |
| Енергоблок | Тип реакторів | Чиста      | Брутто     | Початок будівництва | Физпуск    | Підключення до мережі | Введення в експлуатацію | Закриття   |
| ---------- | ------------- | ---------- | ---------- | ------------------- | ---------- | --------------------- | ----------------------- | ---------- |
| Бюже-1     | GCR, UNGG     | 540 МВт    | 555 МВт    | 01.12.1965          | 21.03.1972 | 15.04.1972            | 01.07.1972              | 27.05.1994 |
| Бюже-2     | PWR, CP0      | 910 МВт    | 945 МВт    | 01.11.1972          | 20.04.1978 | 10.05.1978            | 01.03.1979              | —          |
| Бюже-3     | PWR, CP0      | 910 МВт    | 945 МВт    | 01.09.1973          | 31.08.1978 | 21.09.1978            | 01.03.1979              | —          |
| Бюже-4     | PWR, CP0      | 880 МВт    | 917 МВт    | 01.06.1974          | 17.02.1979 | 08.03.1979            | 01.07.1979              | —          |
| Бюже-5     | PWR, CP0      | 880 МВт    | 917 МВт    | 01.07.1974          | 15.07.1979 | 31.07.1979            | 03.01.1980              | —          |